# جيسيكا مور (صحفية)
جيسيكا مور (بالإنجليزية: Jessica Moore)‏ هي صحفية أمريكية، ولدت في 22 مايو 1982 في برلنغتون في الولايات المتحدة.

## وصلات خارجية
- جيسيكا مور على موقع IMDb (الإنجليزية)